# 2MASS J08155674+4524119
2MASS J08155674+4524119 ist ein Brauner Zwerg im Sternbild Luchs. Er wurde 2002 von Suzanne L. Hawley et al. entdeckt und gehört der Spektralklasse L1 an.